# Wijken en buurten in Oost Gelre
De Nederlandse gemeente Oost Gelre is voor statistische doeleinden onderverdeeld in wijken en buurten. De gemeente is verdeeld in de volgende statistische wijken:
- Wijk 00 Groenlo (CBS-wijkcode:158600)
- Wijk 01 Lichtenvoorde, Vragender en Lievelde (CBS-wijkcode:158601)
- Wijk 02 Harreveld-Zieuwent (CBS-wijkcode:158602)

Een statistische wijk kan bestaan uit meerdere buurten. Onderstaande tabel geeft de buurtindeling met kentallen volgens het Centraal Bureau voor de Statistiek (2008):
| CBS-buurtcode | Buurtnaam                       | Inwonertal | Opp. totaal (ha) | Opp. land (ha) | Ligging                |
| ------------- | ------------------------------- | ---------- | ---------------- | -------------- | ---------------------- |
| BU15860000    | Binnenstad                      | 1030       | 32               | 29             | Locatie in de gemeente |
| BU15860001    | Oosteres-Groenlo-Zuid           | 840        | 39               | 39             | Locatie in de gemeente |
| BU15860002    | Papendijk                       | 1290       | 33               | 33             | Locatie in de gemeente |
| BU15860003    | Noord-West                      | 2430       | 45               | 45             | Locatie in de gemeente |
| BU15860004    | Het Blik                        | 490        | 16               | 16             | Locatie in de gemeente |
| BU15860005    | Industrieterrein Den Sliem      | 0          | 70               | 69             | Locatie in de gemeente |
| BU15860006    | Industrieterrein Brandemate     | 180        | 32               | 32             | Locatie in de gemeente |
| BU15860007    | Banninghof                      | 1560       | 33               | 33             | Locatie in de gemeente |
| BU15860009    | Buitengebied                    | 1630       | 646              | 639            | Locatie in de gemeente |
| BU15860100    | Lichtenvoorde zuidelijk deel    | 6330       | 192              | 192            | Locatie in de gemeente |
| BU15860101    | Lichtenvoorde noordelijk deel   | 5470       | 255              | 254            | Locatie in de gemeente |
| BU15860102    | Lievelde                        | 770        | 35               | 35             | Locatie in de gemeente |
| BU15860103    | Buurt Lievelde                  | 220        | 180              | 180            | Locatie in de gemeente |
| BU15860104    | Vragender                       | 440        | 18               | 18             | Locatie in de gemeente |
| BU15860105    | Buurt Vragender                 | 240        | 245              | 245            | Locatie in de gemeente |
| BU15860107    | Verspreide huizen Lichtenvoorde | 970        | 714              | 714            | Locatie in de gemeente |
| BU15860108    | Verspreide huizen Lievelde      | 1130       | 3293             | 3269           | Locatie in de gemeente |
| BU15860109    | Verspreide huizen Vragender     | 420        | 1277             | 1277           | Locatie in de gemeente |
| BU15860200    | Harreveld                       | 810        | 36               | 36             | Locatie in de gemeente |
| BU15860201    | Zieuwent                        | 1230       | 52               | 52             | Locatie in de gemeente |
| BU15860202    | Buurt Zieuwent                  | 90         | 45               | 45             | Locatie in de gemeente |
| BU15860203    | Mariënvelde                     | 320        | 19               | 19             | Locatie in de gemeente |
| BU15860206    | Verspreide huizen Mariënvelde   | 680        | 1372             | 1367           | Locatie in de gemeente |
| BU15860207    | Verspreide huizen Mellinkmaat   | 120        | 422              | 422            | Locatie in de gemeente |
| BU15860208    | Verspreide huizen Zieuwent      | 700        | 1084             | 1081           | Locatie in de gemeente |
| BU15860209    | Verspreide huizen Harreveld     | 480        | 835              | 830            | Locatie in de gemeente |